# Central Milton Keynes
Central Milton Keynes est une paroisse civile du Buckinghamshire, en Angleterre.